# Slavko Avsenik
Slavko Avsenik (26. listopadu 1929 Begunje na Gorenjskem – 2. července 2015 tamtéž) byl slovinský harmonikář, hudební skladatel a zakladatel souboru „Ansambel bratov Avsenik“. Zasloužil se o popularizaci folklóru Horního Kraňska.
V mládí závodně provozoval skoky na lyžích, po zranění se stal v roce 1953 profesionálním hudebníkem. V repertoáru měl více než tisíc písní. Mezinárodní ohlas získala především polka „Na Golici“ (také „Trompetenecho“). Prodal ve světě 36 milionů nosičů a jednatřicetkrát získal zlatou desku.
V roce 1999 získal Řád svobody Slovinské republiky. V jeho rodišti bylo zřízeno Avsenikovo muzeum. Následníkem je syn Slavko Avsenik mladší.